# Reprezentacja Grecji w rugby union mężczyzn
Reprezentacja Grecji w rugby  jest drużyną reprezentującą Grecję w międzynarodowych turniejach. Drużyna występuje w Europejskiej 2D dywizji.

## Puchar świata w Rugby
- 1987-2011 Nie zakwalifikowała się